# Odprto prvenstvo Avstralije 2000
Odprto prvenstvo Avstralije 2000 je teniški turnir, ki je potekal med 17. in 30. januarjem 2000 v Melbournu.

## Moški posamično
Andre Agassi :  Jevgenij Kafelnikov, 3–6, 6–3, 6–2, 6–4

## Ženske posamično
Lindsay Davenport :  Martina Hingis, 6–1, 7–5

## Moške dvojice
Ellis Ferreira /  Rick Leach :  Wayne Black /  Andrew Kratzmann, 6–4, 3–6, 6–3, 3–6, 18–16

## Ženske dvojice
Lisa Raymond /  Rennae Stubbs :  Martina Hingis /  Mary Pierce, 6–4, 5–7, 6–4

## Mešane dvojice
Rennae Stubbs /  Jared Palmer :  Arantxa Sánchez Vicario /  Todd Woodbridge, 7–5, 7–6(7–3)